# Leo von Thun
Le comte Leopold von Thun (en allemand Leo von Thun und Hohenstein), né le 7 avril 1811 à Tetschen et mort le 17 décembre 1888 à Vienne, est une personnalité politique autrichienne, principalement connu pour avoir contribué à la création de l'Université autrichienne sous le règne de l'empereur François-Joseph.

## Carrière
Nommé ministre de l'Éducation et de la Religion en 1849, il le reste jusqu'à la crise politique de 1860 où son poste est supprimé.
Il devient alors le principal dirigeant du Parti fédéraliste de Bohème. IL crée le journal Vaterland, qui en est l'organe officiel.
Il meurt en 1888 à Vienne.